# Igor Sypniewski
Igor Sypniewski (Lodz, Polonia; 10 de noviembre de 1974 - 4 de noviembre de 2022) fue un futbolista polaco que jugaba en la posición de delantero. Conocido como uno de los grandes prospectos de fútbol polaco pero que por el alcoholismo, ludopatía y depresión no le permitieron explotar todo su potencial, y es considerado como uno de los mayores talentos no completados.

## Curriculum vitae
Procedía de Bałuty, un distrito de Łódź [3]. Comenzó su carrera futbolística en 1991 en el ŁKS Łódź [1]. También jugó para la Superliga Ellada AO Kawala, Panathinaikosie Ateny y OFI Kreta [4], y más tarde también para RKS Radomsko, Wisła Kraków, Kallithei FC, Halmstads BK, Malmö FF y Trelleborgsu FF [1]. Él y el Panathinaikos jugaron en la UEFA Champions League. En la selección de Polonia apareció en 2 partidos (contra Nueva Zelanda en 1999 [5] y contra Camerún en 2001 [6] ). Jugó 17 partidos en la Ekstraklasa y marcó 5 goles [1].
Los graves y severos problemas personales del futbolista comenzaron a escucharse en 2002, cuando era jugador del Wisła Kraków. Solo jugó algunos partidos con este club. Al poco tiempo partió hacia Grecia para jugar en el club Kallithea GS y luego, tras dos partidos disputados, se incorporó a la liga sueca. En Suecia, Sypniewski también tuvo problemas personales. Los Clubes hablaron sobre sus problemas de depresión. En la temporada 2003/2004 en el Halmstads BK disputó 21 partidos y marcó 10 goles. En 2004, se proclamó campeón nacional con el Malmö FF [7]. Antes de la ronda de primavera de la temporada 2004/2005, regresó a Polonia. Después de regresar, firmó un contrato con el ŁKS Łódź de la segunda liga. Tras la temporada 2005/2006, decidió volver a emigrar a Suecia.
En la ronda de otoño de la temporada 2006/2007 jugó en Suecia, en el equipo de tercera liga Bunkeflo. Jugó 7 partidos y marcó 5 goles. Fue detenido por la policía por conducir ebrio y el club rescindió inmediatamente su contrato con medidas disciplinarias. Después de regresar de Suecia, Sypniewski recibió varias ofertas de la liga polaca, incluyendo el de Zawisza Bydgoszcz SA. Luego retirado de los juegos de la 2.ª liga y nuevamente de ŁKS. La dirección del club concertó una entrevista con él sobre los términos del contrato, pero el futbolista acudió a la entrevista en estado de ebriedad. ŁKS no firmó un contrato con Sypniewski, por lo que en la ronda de primavera de la temporada 2006/2007 no tenía afiliación a un club.
En mayo de 2007, durante el partido de la Orange Ekstraklasa entre el ŁKS Łódź y el Lech Poznań, junto con un grupo de varias decenas de hooligans del Łódź Sports Club, participó en un ataque a los aficionados visitantes, como el arrancar las sillas [8]. Fue arrestado por la policía y puesto bajo custodia. Estaba bajo la influencia del alcohol durante el incidente. Fue amenazado con hasta 5 años de prisión. Poco después de este incidente, Sypniewski volvió a entrar en conflicto con la ley. Una habitante de la finca Koziny en Łódź informó a la policía que Sypniewski la había insultado verbalmente frente a una tienda de comestibles y le había arrojado botellas vacías [9]. En la temporada 2007/2008 intentó volver a los entrenamientos, primero en el ŁKS Łódź, pero fue apartado del equipo por un estilo de vida antideportivo [10]. Luego fue probado en Sokole Aleksandrów Łódzki, pero no terminó las pruebas porque fue arrestado [11] .
El 9 de octubre de 2007, el Tribunal de Distrito de Łódź emitió una decisión de arrestar a Sypniewski durante un mes. Anteriormente, fue detenido por peleas de alcohol [12] . El 15 de mayo de 2008, un tribunal de Lodz condenó a Igor Sypniewski a un año y medio de prisión. Fue declarado culpable de abusar de su madre y de amenazar a policías y a su concubina. Después de cumplir una condena de 1.5 años de prisión, Sypniewski expresó su deseo de volver al fútbol. A finales de 2009/2010, participó en el entrenamiento de jugadores jóvenes de ŁKS Łódź. Sin embargo, en marzo de 2010, el atleta dejó de entrenar. Tras unos días de ausencia de clases, envió un mensaje de texto al entrenador, Grzegorz Wesołowski, disculpándose e informándole que renunciaba [13].
En octubre de 2014, salió a la luz la autobiografía de Sypniewski titulada Enterrado. Life on a Bend, escrito con la participación de dos periodistas de Łódź - Żelisław Żyżyński y Paweł Hochstim [14] .

## Muerte
Murió la noche del 3 al 4 de noviembre de 2022 en Łódź [2] (se supuso que la fecha de la muerte era el 4 de noviembre [15] [16] ). Será enterrado el 10 de noviembre de 2022 en el cementerio evangélico de la parroquia de St. Mateusz en ul. Ogrodowa 43 en Lodz [16] 

## Carrera

### Club
| Periodo   | Club                  |
| --------- | --------------------- |
| 1991–1995 | ŁKS Łódź              |
| 1992–1993 | → Orzeł Łódź (cedido) |
| 1995–1997 | Ceramika Opoczno      |
| 1997–1998 | Kavala FC             |
| 1998–2001 | Panathinaikos FC      |
| 2001      | OFI Creta             |
| 2001      | RKS Radomsko          |
| 2002      | Wisła Kraków          |
| 2002      | GS Kallithea          |
| 2003      | Halmstads BK          |
| 2004      | Malmö FF              |
| 2004      | Trelleborgs FF        |
| 2005–2006 | ŁKS Łódź              |
| 2006      | Bunkeflo IF           |

### Selección nacional
Jugó para Polonia en dos partidos amistosos ante Nueva Zelanda en 1999 y Camerún en 2001 sin anotar goles.

## Logros
- Copa de Polonia: 2001–02 con Wisła Kraków[3]
- Allsvenskan: 2004 con Malmö FF[19]